# インターロイキン-18
インターロイキン-18（英: interleukin-18、略称: IL-18）は、ヒトではIL18遺伝子にコードされるタンパク質である。インターフェロンγ誘導因子（interferon-gamma inducing factor）とも呼ばれる。造血系細胞と非造血系細胞を含む多くの細胞種が、IL-18産生能力を持つ。IL-18は1989年にマウス脾臓細胞において、インターフェロンγ（IFN-γ）の産生を誘導する因子として最初に記載された。もともと、IL-18は肝臓に位置するマクロファージであるクッパー細胞で産生されることが知られていたが、腸管上皮細胞、ケラチノサイト、内皮細胞などの非造血系細胞でも恒常的に発現している。IL-18は自然免疫と獲得免疫の双方を調節し、その調節異常は自己免疫疾患や炎症疾患を引き起こす場合がある。

## プロセシング
多くの場合、サイトカインには細胞外への放出に必要なシグナルペプチドが存在する。一方、他のIL-1ファミリーのメンバーと同様、IL18遺伝子にはこうしたシグナルペプチドはコードされていない。さらに、IL-1βと同様に、生物学的に不活性な前駆体として産生される。IL18遺伝子は193アミノ酸からなる前駆体をコードし、まずシグナルペプチドを持たない不活性な24 kDaの前駆体として合成され、細胞質に蓄積する。IL-1βと同様、IL-18前駆体は細胞内でNLRP3インフラマソーム中のカスパーゼ-1によって、生物学的活性を有する18 kDaの成熟型分子へとプロセシングされる。

## 受容体とシグナル伝達
IL-18の受容体は、成熟型IL-18に低い親和性で結合する誘導性構成要素であるIL-18Rαと、恒常的に発現しているコレセプターであるIL-18Rβから構成される。IL-18はリガンド受容体であるIL-18Rαに結合し、IL-18Rβのリクルートを誘導して高親和性複合体を形成する。この複合体はTIRドメイン（toll/interleukin-1 receptor domain）を介してシグナルを伝達する。このシグナル伝達ドメインはMyD88アダプタータンパク質をリクルートし、炎症促進プログラムとNF-κB経路を活性化する。IL-18の活性は細胞外のIL-18BP（interleukin 18 binding protein）によって抑制される。IL-18BPはIL-18Rαよりも高い親和性でIL-18に結合することで、IL-18のIL-18受容体への結合を防ぐ。IL-37は、IL-18の作用を抑制する他の内因性因子である。IL-37はIL-18と高い相同性を有しており、IL-18Rαと結合してIL-18の活性を低下させる。さらに、IL-37はSIGIRR（single immunoglobulin IL-1 receptor related protein、IL-1R8、TIR8とも呼ばれる）に結合し、IL-18Rαと複合体を形成して抗炎症応答を誘導する。IL-37/IL-18Rα/IL-1R8複合体はSTAT3シグナル伝達経路を活性化し、NF-κBとAP-1の活性化を低下させ、IFN-γの産生を減少させる。このように、IL-37とIL-18は相反する役割を持ち、IL-37はIL-18の炎症促進効果を調節する。

## 機能
IL-18はIL-1スーパーファミリーに属し、産生は主にマクロファージによって行われるが他の細胞種によっても行われ、さまざまな細胞種を刺激する多面的な機能を果たす。IL-18はTh1応答を促進する炎症性サイトカインである。IL-12とともに、リポ多糖（LPS）などの微生物産物に応答して感染後の細胞性免疫を誘導する。IL-18はIL-12とともにCD4＋CD8＋T細胞とNK細胞に作用してIFN-γの産生を誘導する。IFN-γはII型インターフェロンであり、マクロファージや他の細胞の活性化に重要な役割を果たす。このIL-18とIL-12の組み合わせは、B細胞でのIL-4依存的なIgEとIgG1の産生を阻害し、IgG2aの産生を亢進することが示されている。IL-12やIL-15がない場合、IL-18はIFN-γの産生を誘導しないが、ナイーブT細胞のTh2細胞への分化、そしてマスト細胞と好塩基球に対するIL-4、IL-13、そしてヒスタミンなどのケミカルメディエーターの産生刺激に重要な役割を果たす。

## 臨床的意義
IL-18は生理学的役割に加え、重篤な炎症反応を誘導することができ、慢性炎症や自己免疫疾患など特定の免疫疾患に関与していることが示唆されている。
子宮腺筋症の患者では健常人と比較して、子宮内膜でのIL-18受容体のｍRNAやIL-18に対するIL-18BPの比率が増加しており、その病因への関与が示唆されている。
IL-18は、自己免疫性の甲状腺機能低下症の最も一般的な原因である、橋本病における炎症メディエーターとしての役割が示唆されている。IL-18はIFN-γによってアップレギュレーションされる。
IL-18はヒトの神経細胞において、アルツハイマー病と関係したアミロイドβの産生を増加させることが示されている。
IL-18は尿へのタンパクの排泄と関連していることから、糖尿病性腎症の進行度を評価するためのマーカーとなる可能性がある。IL-18は、微量アルブミン尿・顕性アルブミン尿の患者において、健常人や正常アルブミン尿の糖尿病患者と比較して、有意に上昇していた。
IL-18は、脳内出血後の神経炎症反応に関与している。
IL18遺伝子の一塩基多型（SNP）であるIL18 rs360719は、全身性エリテマトーデスの感受性を決定因子である可能性があり、IL18遺伝子の発現の重要な因子である可能性がある。

## 関連文献
- “Immunoregulatory functions of interleukin 18 and its role in defense against bacterial pathogens”. Journal of Molecular Medicine 80 (3):  147–62. (March 2002). doi:10.1007/s00109-001-0307-1. PMID 11894141.
- “[Regulation of Th1 and Th2 immune responses by IL-18]”. Kekkaku 77 (2):  87–93. (February 2002). PMID 11905033.
- “Role of interleukin-18 in acute graft-vs-host disease”. The Journal of Laboratory and Clinical Medicine 141 (6):  365–71. (June 2003). doi:10.1016/S0022-2143(03)00028-3. PMID 12819633.
- “Macrophage-derived IL-18 targeting for the treatment of Crohn's disease”. Current Drug Targets. Inflammation and Allergy 2 (2):  131–6. (June 2003). doi:10.2174/1568010033484250. PMID 14561165.
- “Pathophysiological roles for IL-18 in inflammatory arthritis”. Expert Opinion on Therapeutic Targets 7 (6):  701–24. (December 2003). doi:10.1517/14728222.7.6.701. PMID 14640907.
- “Roles of IL-18 in basophils and mast cells”. Allergology International 55 (2):  105–13. (June 2006). doi:10.2332/allergolint.55.105. PMID 17075246.
- “Interleukin 18 and periodontal disease”. Journal of Dental Research 86 (7):  586–93. (July 2007). doi:10.1177/154405910708600702. PMID 17586702.